# Rick Karsdorp
Rick Karsdorp (Schoonhoven, 1995. február 11. –) holland válogatott labdarúgó, aki jelenleg az AS Roma játékosa.

## Pályafutása

### Klub
A VV Schoonhoven-nél nevelkedett, majd 2004-ben a Feyenoord akadémiájának lett tagja. 2014. augusztus 6-án debütált a felnőtt keretben az UEFA-bajnokok ligájában a török Beşiktaş JK ellen, a 69. percben Jordy Clasie helyére állt be a 3–1-re elvesztett mérkőzésen.
2017. június 28-án az AS Roma bejelentette, hogy öt évre szerződtette a holland válogatott Karsdorpot a holland bajnok Feyenoordtól. 2019. augusztus 7-én egy szezonra visszatért kölcsönbe a Feyenoord csapatához.

### Válogatott
2016. október 7-én debütált a felnőtt válogatottban a fehérorosz labdarúgó-válogatott ellen a 2018-as labdarúgó-világbajnokság selejtezőjében.

## Statisztika

### Klub
2023. március 16-i adatok
| Klub teljesítmény   | Klub teljesítmény | Klub teljesítmény | Bajnokság | Bajnokság | Kupa  | Kupa | Nemzetközi | Nemzetközi | Egyéb | Egyéb | Összesen | Összesen |
| Szezon              | Klub              | Bajnokság         | Mérk.     | Gól       | Mérk. | Gól  | Mérk.      | Gól        | Mérk. | Gól   | Mérk.    | Gól      |
| ------------------- | ----------------- | ----------------- | --------- | --------- | ----- | ---- | ---------- | ---------- | ----- | ----- | -------- | -------- |
| Feyenoord           | 2014–15           | Eredivisie        | 19        | 0         | 0     | 0    | 5          | 0          | 1     | 0     | 25       | 0        |
| Feyenoord           | 2015–16           | Eredivisie        | 29        | 0         | 6     | 0    | –          | –          | –     | –     | 35       | 0        |
| Feyenoord           | 2016–17           | Eredivisie        | 30        | 1         | 4     | 0    | 6          | 0          | 1     | 0     | 41       | 1        |
| Feyenoord           | Összesen          | Összesen          | 78        | 1         | 10    | 0    | 11         | 0          | 2     | 0     | 101      | 1        |
| AS Roma             | 2017–18           | Seria A           | 1         | 0         | 0     | 0    | 0          | 0          | –     | –     | 1        | 0        |
| AS Roma             | 2018–19           | Seria A           | 11        | 0         | 1     | 0    | 2          | 0          | –     | –     | 14       | 0        |
| AS Roma             | 2019–20           | Seria A           | 0         | 0         | 0     | 0    | –          | –          | –     | –     | 0        | 0        |
| AS Roma             | 2020–21           | Seria A           | 34        | 1         | 1     | 0    | 10         | 0          | –     | –     | 45       | 1        |
| AS Roma             | 2021–22           | Seria A           | 36        | 0         | 2     | 0    | 13         | 0          | –     | –     | 51       | 0        |
| AS Roma             | 2022–23           | Seria A           | 13        | 0         | 0     | 0    | 5          | 0          | –     | –     | 18       | 0        |
| AS Roma             | Összesen          | Összesen          | 95        | 1         | 4     | 0    | 30         | 0          | 0     | 0     | 129      | 1        |
| Feyenoord (kölcsön) | 2019–20           | Eredivisie        | 15        | 1         | 2     | 0    | 5          | 1          | –     | –     | 22       | 2        |
| Feyenoord (kölcsön) | Összesen          | Összesen          | 15        | 1         | 2     | 0    | 5          | 1          | 0     | 0     | 22       | 2        |
| Összesen            | Összesen          | Összesen          | 188       | 3         | 16    | 0    | 46         | 1          | 2     | 0     | 252      | 4        |

### Válogatott
2017. szeptember 21-i állapotnak megfelelően.
| Hollandia | Hollandia | Hollandia |
| Év        | Mérk.     | Gólok     |
| --------- | --------- | --------- |
| 2016      | 2         | 0         |
| 2017      | 1         | 0         |
| Összesen  | 3         | 0         |

## Sikerei, díjai
- Feyenoord
  - Holland bajnok: 2016–17
  - Holland kupa: 2015–16

- AS Roma
  - UEFA Konferencia Liga: 2021–22